# Annan-Plan

Vorgeschlagene Flagge für die Vereinigte Republik Zypern

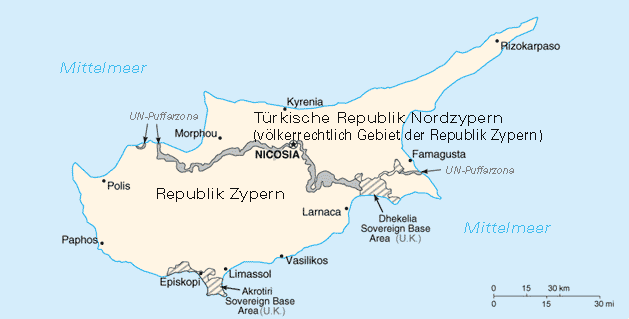
Das geteilte Zypern

Als Annan-Plan bezeichnet man den Plan der Vereinten Nationen für die Neuordnung der Situation im Zypernkonflikt auf Zypern mit der Wiedervereinigung der beiden Inselteile zu einem Staat. Maßgeblich vom damaligen UN-Generalsekretär Kofi Annan vorangetrieben wurde der Prozess, nach ersten Ansätzen im Jahr 1999, im eigentlichen Sinne seit 2002. Der Plan scheiterte, nachdem die letzte Version in einer Abstimmung nicht die Zustimmung der griechischsprachigen Gemeinschaft gefunden hatte; der türkische Norden votierte dafür.

## Inhalt
Annan hatte bereits 1999 versucht, zwischen der Republik Zypern und der Türkischen Republik Nordzypern wieder Gespräche in Gang zu bringen. Die Gelegenheit schien günstig, da 1999 ein erster EU-Beschluss zum Beitritt der Republik Zypern anstand. Der Plan sah vor, die Insel zu einer Konföderation von zwei sehr selbständigen Teilstaaten zu machen. Vorbild waren die Kantone der Schweiz. Dem Gesamtstaat sollten lediglich die Außen-, Verteidigungs-, Wirtschafts- und Währungspolitik sowie die Regelung der Staatsbürgerschaft vorbehalten werden. Annan trug der Furcht vor Bevölkerungsverschiebungen Rechnung, indem die Niederlassungsfreiheit wie auch die Eigentumsfreiheit zeitweilig eingeschränkt werden sollten. Außerdem war eine weitgehende Demilitarisierung vorgesehen. Das Vereinigte Königreich, Griechenland und die Türkei sollten Schutzmächte des Landes bleiben (siehe Londoner Garantievertrag 1959).

## Entwicklung
Der erste Plan (Annan I) wurde 2002 vorgelegt, kurz bevor die Europäische Union endgültig über den Beitritt der Republik Zypern entscheiden würde. Nachdem die beiden zyprischen Seiten ihre Stellungnahmen vorgelegt hatten, wurde im Dezember 2002 der Annan-II-Plan veröffentlicht. Nach weiteren Konsultationen folgte im Februar 2003 der Annan-III-Plan. Am 10./11. März fand ein Treffen Annans mit den Vertretern beider Volksgruppen statt. Während sich die griechische Seite grundsätzlich für Verhandlungen auf dieser Basis aussprach, lehnte die türkische Seite ab.
Der Plan war damit zunächst gescheitert. Vor dem Hintergrund einer proeuropäischen Stimmung in Nordzypern, einer veränderten politischen Lage in der Türkei nach dem Wahlsieg der AKP und den Stimmengewinnen der Opposition in Nordzypern bei den Wahlen von 2003 wurden die Verhandlungen auf Basis des Annan-III-Plans erneut aufgenommen.
Die Verhandlungen begannen am 10. Februar 2004 in New York und wurden später auf Zypern selbst fortgesetzt. Nachdem keine Einigung erzielt werden konnte, fanden im März in der Schweiz unter Hinzuziehung Griechenlands und der Türkei weitere Verhandlungen statt. Annan legte dabei den Annan-IV-Plan vor. Nach der Einbeziehung weiterer Änderungswünsche wurde Ende März 2004 der endgültige Annan-V-Plan vorgelegt. Umfasste der erste Plan lediglich etwas mehr als 100 Seiten, hatte die letzte Fassung 6000 Seiten.

## Scheitern
Zur Umsetzung des Plans war die getrennte Zustimmung der beiden Bevölkerungsgruppen in Volksabstimmungen vorgesehen. Die Abstimmung der Zyperngriechen ergab am 24. April 2004 eine Ablehnung von 76 %. Dagegen stimmten die Zyperntürken mit 65 % zu. Damit war der Annan-Plan als die bis dato einzige reale Gelegenheit, die Teilung der Insel zu beenden und den Aussöhnungswillen zu bekunden, gescheitert.
Zu den Motiven, die auf griechisch-zyprischer Seite zur Ablehnung führten, gehörte die als zu gering erachtete Kompensation der Vertriebenen von 1974. Hinzu kam, dass für 25 Jahre nur 20 % der Vertriebenen in ihre Herkunftsorte hätten zurückkehren dürfen. Dagegen wurde den Vertriebenen der Zyperntürken das uneingeschränkte Recht auf Rückkehr zuerkannt. Hinzu kamen auch Kritik an der begrenzten Freizügigkeit im wirtschaftlichen Bereich sowie die dauerhafte Präsenz von türkischen Armeeeinheiten.
Im Juli 2011 erklärte der damalige türkische Ministerpräsident Recep Tayyip Erdoğan, während der EU-Ratspräsidentschaft der Republik Zypern keine weiteren Verhandlungen mit der EU zu führen und dass bisherige Zugeständnisse keine Gültigkeit mehr hätten. So werde man nicht, wie im Annan-Plan vorgesehen, Morfou (Güzelyurt) an die Republik Zypern abtreten.